# Janice Galloway
Janice Galloway (Ayrshire, Escocia, 1955) es una escritora británica.

## Trayectoria
Trabajó como profesora durante diez años antes de dedicarse profesionalmente a la escritura. Su primera novela The Trick is to Keep Breathing ganó el MIND/Allan Lane Book of the Year y es considerada como uno de los clásicos de la literatura escocesa contemporánea. Su libro de cuentos Blood fue un Notable Book of the Year, reconocimiento otorgado por el New York Times.
También ha ganado el premio McVitie's por su novela Foreign Parts y los premios Creative Scotland Award y Saltire Book of the Year por su novela Clara.

## Obra

### Novelas
- The Trick is to Keep Breathing (1989)
- Foreign Parts (1994)
- Clara (2002) (basada en la vida de Clara Schumann)

### Antologías de cuentos cortos
- Frostbite
- Fearless
- Blood (1991)
- Where You Find It (1996)

### Poesía
- Boy Book See (2002)

### Otros textos
- Pipelines (2000, texto para creación colectiva)
- Rosengarten (2004, texto para creación colectiva)
- Chute (1998, Traducción del francés de un monólogo)
- Monster (2002, libreto de opera)
- Fall (1998, obra de teatro)